# Mycterus nodicornis
Mycterus nodicornis es una especie de coleóptero de la familia Mycteridae.

## Distribución geográfica
Habita en la India.